# Diocesi di San Diego

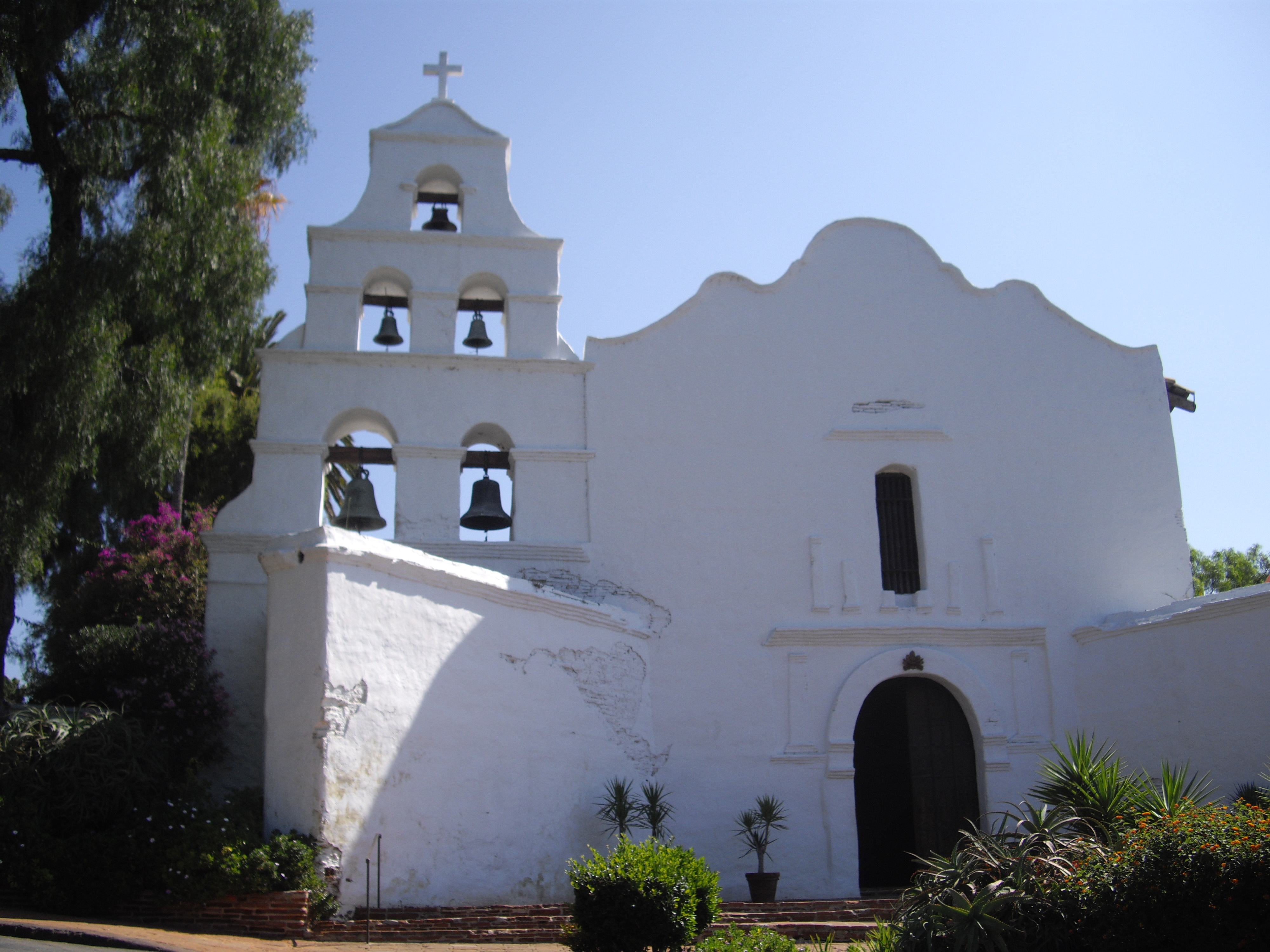
La chiesa della missione di San Diego

La diocesi di San Diego (in latino Dioecesis Sancti Didaci) è una sede della Chiesa cattolica negli Stati Uniti d'America suffraganea dell'arcidiocesi di Los Angeles. Nel 2023 contava 1.386.368 battezzati su 3.465.920 abitanti. È retta dal vescovo Michael (Micae) Phạm Minh Cường.

## Territorio
La diocesi comprende le contee di San Diego ed Imperial nella California meridionale.
Sede vescovile è la città di San Diego, dove si trova la cattedrale di San Giuseppe (St. Joseph Cathedral).
Il territorio è suddiviso in 96 parrocchie.

## Storia
La città di San Diego fu sede della prima diocesi californiana, eretta il 27 aprile 1840; la sede, il 20 novembre 1849, fu trasferita a Monterey e poi, dal 1859, a Los Angeles.
La diocesi è stata eretta l'11 luglio 1936 con la bolla Ad spirituale christianae di papa Pio XI, ricavandone il territorio dall'arcidiocesi di Los Angeles-San Diego, che contestualmente ha assunto il nome di arcidiocesi di Los Angeles.
Il 25 marzo 1941, con la lettera apostolica Quae christifidelium, papa Pio XII ha proclamato la Beata Maria Vergine, venerata con il titolo di Nostra Signora del Rifugio, e San Diego patroni principali della diocesi.
Il 14 luglio 1978 ha ceduto una porzione del suo territorio a vantaggio dell'erezione della diocesi di San Bernardino.
Il 28 febbraio 2007 la diocesi ha richiesto il riconoscimento dello stato di bancarotta, dopo che non era stata in grado di raggiungere un accordo con numerosi querelanti per accuse di abusi sessuali da parte del clero diocesano. Il 7 settembre dello stesso anno, la diocesi ha accettato di pagare 198,1 milioni di dollari per concludere 144 accuse di abusi sessuali su minori da parte di membri del clero.

## Cronotassi dei vescovi
Si omettono i periodi di sede vacante non superiori ai 2 anni o non storicamente accertati.
- Charles Francis Buddy † (31 ottobre 1936 - 5 marzo 1966 deceduto)
- Francis James Furey † (5 marzo 1966 succeduto - 23 maggio 1969 nominato arcivescovo di San Antonio)
- Leo Thomas Maher † (22 agosto 1969 - 10 luglio 1990 ritirato)
- Robert Henry Brom † (10 luglio 1990 succeduto - 18 settembre 2013 ritirato)
- Cirilo Flores † (18 settembre 2013 succeduto - 6 settembre 2014 deceduto)
- Robert Walter McElroy (3 marzo 2015 - 6 gennaio 2025 nominato arcivescovo di Washington)
- Michael (Micae) Phạm Minh Cường, dal 22 maggio 2025

## Statistiche
La diocesi nel 2023 su una popolazione di 3.465.920 persone contava 1.386.368 battezzati, corrispondenti al 40,0% del totale.
| anno | popolazione | popolazione | popolazione | presbiteri | presbiteri | presbiteri | presbiteri                | diaconi | religiosi | religiosi | parrocchie |
| anno | battezzati  | totale      | %           | numero     | secolari   | regolari   | battezzati per presbitero | diaconi | uomini    | donne     | parrocchie |
| ---- | ----------- | ----------- | ----------- | ---------- | ---------- | ---------- | ------------------------- | ------- | --------- | --------- | ---------- |
| 1950 | 161.000     | 1.048.761   | 15,4        | 290        | 204        | 86         | 555                       |         | 86        | 440       | 163        |
| 1966 | 328.908     | 2.541.910   | 12,9        | 498        | 375        | 123        | 660                       |         | 313       | 1.033     | 302        |
| 1970 | 659.925     | 2.639.700   | 25,0        | 512        | 437        | 75         | 1.288                     |         | 135       | 920       | 162        |
| 1976 | 567.326     | 2.904.897   | 19,5        | 457        | 363        | 94         | 1.241                     | 16      | 143       | 722       | 174        |
| 1980 | 345.000     | 1.851.350   | 18,6        | 295        | 228        | 67         | 1.169                     | 33      | 83        | 505       | 87         |
| 1990 | 474.186     | 2.493.200   | 19,0        | 348        | 258        | 90         | 1.362                     | 75      | 119       | 422       | 99         |
| 1999 | 776.093     | 2.866.727   | 27,1        | 303        | 208        | 95         | 2.561                     | 82      | 22        | 354       | 98         |
| 2000 | 836.997     | 2.965.528   | 28,2        | 380        | 282        | 98         | 2.202                     | 93      | 123       | 351       | 98         |
| 2001 | 896.105     | 3.056.800   | 29,3        | 381        | 277        | 104        | 2.351                     | 104     | 128       | 355       | 98         |
| 2002 | 901.172     | 2.956.195   | 30,5        | 372        | 270        | 102        | 2.422                     | 103     | 126       | 345       | 98         |
| 2003 | 919.195     | 3.116.335   | 29,5        | 347        | 249        | 98         | 2.648                     | 102     | 121       | 310       | 98         |
| 2004 | 930.379     | 3.041.195   | 30,6        | 330        | 234        | 96         | 2.819                     | 106     | 117       | 321       | 98         |
| 2010 | 981.211     | 3.118.990   | 31,5        | 319        | 236        | 83         | 3.075                     | 114     | 113       | 271       | 99         |
| 2014 | 982.183     | 3.124.081   | 31,4        | 300        | 215        | 85         | 3.273                     | 147     | 108       | 229       | 98         |
| 2017 | 1.389.000   | 3.479.712   | 39,9        | 302        | 212        | 90         | 4.599                     | 148     | 124       | 194       | 98         |
| 2020 | 1.400.677   | 3.525.191   | 39,7        | 285        | 202        | 83         | 4.914                     | 147     | 113       | 194       | 97         |
| 2022 | 1.391.334   | 3.478.336   | 40,0        | 262        | 187        | 75         | 5.310                     | 156     | 109       | 177       | 97         |
| 2023 | 1.386.368   | 3.465.920   | 40,0        | 270        | 177        | 93         | 5.134                     | 151     | 131       | 166       | 96         |